# Фільмографія Шер

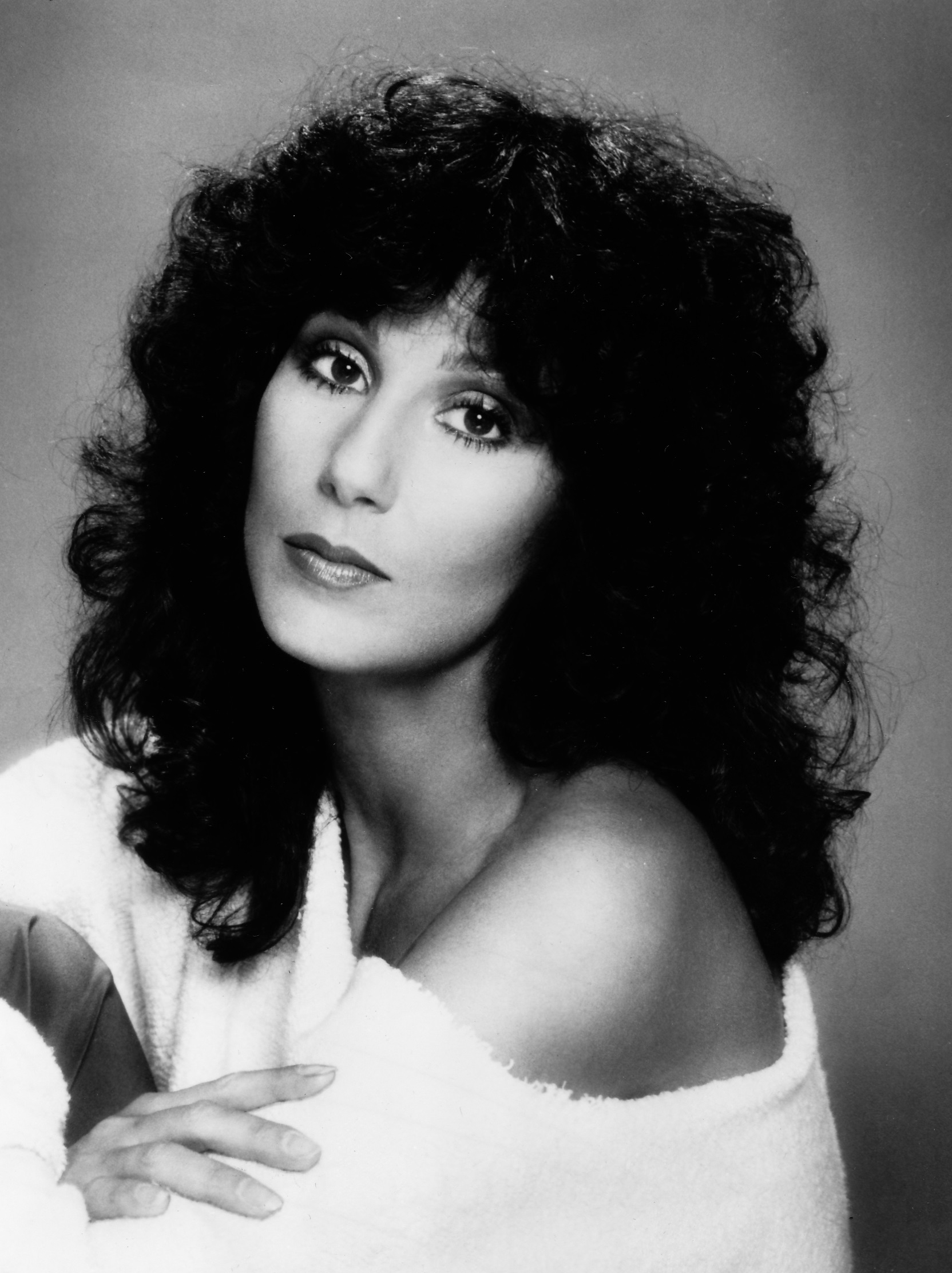
Рекламне фото Шер 1970-х років

Протягом усієї своєї акторської кар'єри Шер переважно грала у комедіях, драмах та романтичних фільмах. Вона знялася у вісімнадцяти фільмах, у тому числі у двох епізодичних ролях. Також Шер зіграла одну головну роль у театрі, одну роль у відеогрі, у численних телевізійних рекламних роликах та зняла фрагмент фільму «Якби стіни могли говорити» у 1996 році та кілька своїх музичних кліпів періоду спіпраці з продюсером Девідом Геффеном наприкінці 1980-х та на початку 1990-х років. Окрім цього, вона знялася у різних міжнародних телевізійних рекламних роликах, а також у резонансній друкованій рекламі «Lori Davis» (1992). Перш ніж Шер почала свою кар'єру в кіно, вона випустила кілька хітів у 1960-х роках, як сольна виконавиця, так і зі своїм колишнім чоловіком Сонні Боно в рамках дуету «Sonny & Cher».

## Історія
Перша поява Шер на екрані як акторки відбулася у 1967 році в американському телесеріалі «Агенти U.N.C.L.E.» у ролі моделі Рамони. У тому ж році вона розпочала свою кінокар'єру з Сонні Боно в погано прийнятому публікою фільмі «Хороші часи», а потім як сольна акторка в малобюджетному фільмі «Честіті». Відтоді Шер знялася у низці незалежних та голлівудських фільмів. Вона дебютувала на Бродвеї у виставі Роберта Олтмена «Повертайся о п'ятій і десятій, Джиммі Діне, Джиммі Діне» у 1982 році. Вистава мала успіх не лише у критиків, але й комерційний успіх, Шер отримала хороші відгуки за свою сценічну роботу (зокрема Френк Річ назвав її «чарівною»), через вона вирішила взяти у зніманні її кіноверсії за яку її номінували на «Золотий глобус». Потім її обрали для знімання разом з Меріл Стріп і Куртом Расселом в драмі режисера Майка Ніколса «Сілквуд» (1983), що отримала визнання критиків. Натхненням до створення фільму стала реальна історія Карен Сілквуд, в якій героїня Шер була лесбійкою, що працювала у «Kerr-McGee», заводі у Сімароні, Оклахома. Він мав комерційний успіх, лише у США зібрав 35 мільйонів доларів. Потім Шер з'явилася у драмі «Маска» (1985) режисера Пітера Богдановича з Еріком Штольцем, Семом Елліоттом та Лорою Дерн. Фільм був оснований на історії життя і ранньої смерті Роя Л. «Роккі» Денніса, хлопчика, який страждав на краніодіафізарну дисплазію. Фільм вважався першим критичним та комерційним успіхом Шер акторки головної ролі й остаточно затвердив за нею статус акторки. За роль матері сильно спотвореного хлопчика Шер отримала приз за найкращу жіночу роль на Каннському кінофестивалі.
У 1987 році Шер знялася у трьох фільмах: трилері «Підозрюваний» з Деннісом Квейдом та Ліамом Нісоном, фільм отримав визнання за високу якість гри, незважаючи на серйозні пробіли у сюжеті. Зокрема, позитивні відгуки отримала головна роль Шер. Та фантастичному фільмі «Іствікські відьми» з Джеком Ніколсоном, Сьюзен Серендон та Мішель Пфайффер; й романтичній комедії «Влада місяця» з Ніколасом Кейджем та Олімпією Дукакіс. «Влада місяця» також є її найкомерційнішим успіхом на сьогоднішній день, зібравши понад 80 мільйонів доларів лише у США. У 1989—1991 роках Шер відмовилася від багатьох ролей, таких як «Війна подружжя Роуз», «Тельма і Луїза» та «Родина Адамсів» через те, що знялася у фільмі Річарда Бенджаміна «Русалки» з Бобом Госкінсом, Вайноною Райдер і тоді ще 9-річною Крістіною Річчі. Фільм мав скромний успіх, зібравши в США квитків лише на 35 мільйонів доларів. Шер зіграла епізодичні ролі у фільмах Роберта Олтмена «Гравець» (1992) та «Висока мода» (1994). Вона у фільмі «Вірність» (1996), який не мав успіху у публіки, з Раяном О'Нілом і Чеззом Палмінтері в ролі відданої дружини. Потім, у 1999 році, Шер знялася у добре прийнятому фільмі Франко Дзефіреллі «Чай з Муссоліні» з Джуді Денч, Меггі Сміт, Джоан Плаврайт та Лілі Томлін. Шер епізодично з'являлася в комедії братів Фарреллі «Застряг у тобі» (2003) з Меттом Деймоном та Грегом Кіннером, в якій вона грає саму себе і Хані, персонажа телесеріалу. Вона також зіграла саму себе, з'явившись у ліжку з бойфрендом-школярем (Френкі Муніз). 2010 року Шер з'явилася разом із поп-співачкою Крістіною Агілерою в музичному фільмі Стівена Антіна «Бурлеск», який на сьогоднішній день є її останньою головною роллю у кіно.

## Кінофільми
| Рік  | Назва                                                   | Роль               | Примітки                    |
| ---- | ------------------------------------------------------- | ------------------ | --------------------------- |
| 1965 | Дикуни на пляжі                                         | Грає саму себе     |                             |
| 1967 | Хороші часи                                             | Грає саму себе     |                             |
| 1969 | Честіті                                                 | Честіті            |                             |
| 1982 | Повертайся о п'ятій і десятій, Джиммі Діне, Джиммі Діне | Сіссі              |                             |
| 1983 | Сілквуд                                                 | Доллі Пеллікер     |                             |
| 1985 | Маска                                                   | Расті Денніс       |                             |
| 1987 | Підозрюваний                                            | Кетлін Райлі       |                             |
| 1987 | Іствікські відьми                                       | Александра Медфорд |                             |
| 1987 | Влада місяця                                            | Лоретта Касторіні  |                             |
| 1990 | Русалки                                                 | Рейчел Флекс       |                             |
| 1992 | Гравець                                                 | Грає саму себе     | Епізодична роль             |
| 1994 | Висока мода                                             | Грає саму себе     | Епізодична роль             |
| 1996 | Вірність                                                | Маргарет           |                             |
| 1999 | Чай з Муссоліні                                         | Ельза Штраусс      |                             |
| 2003 | Застряг у тобі                                          | Грає саму себе     |                             |
| 2010 | Бурлеск                                                 | Тесс               |                             |
| 2011 | Зоонаглядач                                             | Левиця Джанет      | Озвучення                   |
| 2018 | Мамма Міа! Це знову ми                                  | Рубі Шерідан       |                             |
| 2020 | Пупси: фільм                                            | Грає саму себе     | Лише голос, епізодична роль |

## Телебачення
| Рік        | Назва                                    | Роль                                         | Примітки                                                       |
| ---------- | ---------------------------------------- | -------------------------------------------- | -------------------------------------------------------------- |
| 1967       | Агенти U.N.C.L.E.                        | Рамона                                       | Епізод: «Справа з гарячим числом»                              |
| 1968       | Сміх Ровена і Мартіна                    | Грає саму себе                               |                                                                |
| 1970       | Година Сонні та Шер                      | Грає саму себе                               |                                                                |
| 1971       | Любов в американському стилі             | Грає саму себе                               | Епізод: «Любов і мішок»                                        |
| 1971– 1974 | Комедійна година Сонні та Шер            | Грає саму себе (співведуча), різні персонажі |                                                                |
| 1972       | Нові фільми про Скубі-Ду                 | Грає саму себе (голос)                       | Епізод: «Таємниця острова Акула»                               |
| 1975– 1976 | Шер                                      | Грає саму себе (ведуча), різні персонажі     |                                                                |
| 1976– 1977 | Шоу Сонні і Шер                          | Грає саму себе (співведуча), різні персонажі |                                                                |
| 1978       | Шер... Спецвипуск                        | Грає саму себе (ведуча), різні персонажі     |                                                                |
| 1979       | Шер та інші фантазії                     | Грає саму себе                               | Також виконавчий продюсер                                      |
| 1983       | Святкування у Сізарс-Пелес               | Грає сама себе                               |                                                                |
| 1987       | Суперзірки та їхні мами                  | Грає саму себе                               |                                                                |
| 1990       | Шер Екстраваганза: Концерт у Міражі      | Грає саму себе                               |                                                                |
| 1996       | Якби стіни могли говорити                | Лікар Бет Томпсон                            | Також режисер (частина «1996»)                                 |
| 1998       | Сонні і я: згадує Шер                    | Грає саму себе                               | Також виконавчий продюсер                                      |
| 1999       | VH1 Divas Live 2                         | Грає саму себе                               |                                                                |
| 1999       | Cher: Live at the MGM Grand in Las Vegas | Грає саму себе                               |                                                                |
| 2000       | Вілл і Грейс                             | Грає саму себе                               | Епізод: «Цигани, волоцюги та бур'ян»                           |
| 2002       | VH1 Divas Las Vegas                      | Грає саму себе                               |                                                                |
| 2002       | Вілл і Грейс                             | Грає саму себе                               | Епізод: «А.І.: Штучне запліднення»                             |
| 2003       | Cher: The Farewell Tour                  | Грає саму себе                               | Також виконавчий продюсер                                      |
| 2004       | Вулиця Сезам                             | Грає саму себе                               | Епізод: «Кукі-монстр пише оповідання»                          |
| 2011       | Стати Чезом                              | Грає саму себе                               |                                                                |
| 2013       | TCM: вечір у п'ятницю, у центрі уваги    | Грає саму себе (співведуча)                  | 3 серії під назвою «Світ жінки: визначальна ера жінок у кіно». |
| 2013       | Любій Мамі, від люблячої Шер             | Грає саму себе                               | Також виконавчий продюсер                                      |
| 2013       | Голос                                    | Грає саму себе (спеціальний радник)          | США, сезон 5                                                   |
| 2013       | Танці з зірками                          | Грає саму себе (запрошений суддя)            | Сезон США 17, епізод 8: «Тиждень Шер»                          |
| 2017       | Головна: Пригоди з Тип і О               | Шеркофонія                                   | Озвучування, епізод: «Шеркофонія»                              |
| 2021       | Шер і найсамотніший слон                 | Грає саму себе                               | Також виконавчий продюсер                                      |
| 2021       | Скубі-Ду і вгадай хто?                   | Грає саму себе (голос)                       | Епізод: «Шер, Скубі та Саргасове море!»                        |

## Відеоігри
| Рік  | Назва              | Роль    | Примітки |
| ---- | ------------------ | ------- | -------- |
| 1996 | 9: The Last Resort | Ізадора | Голос    |

## Реклама
| Рік       | Компанія                          | Просування          | # | Тема                            | Саундтрек                            | Країна     |
| --------- | --------------------------------- | ------------------- | - | ------------------------------- | ------------------------------------ | ---------- |
| 1984      | Клуб здоров'я та ракетболу Чикаго | Gym Club            | 1 | Шер тренується                  | Інструментальна пісня                | США        |
| 1985 1989 | Джек Лаланн Спа                   | Gym Club            | 3 | Шер тренується                  | «If I Could Turn Back Time»          | США/Європа |
| 1987 1988 | Парфуми «Штерн»                   | «Розкутий»          | 2 | Пляж і подіум                   | Інструментальна пісня                | США        |
| 1992      | «Equal»                           | Підсолоджувач       | 1 | Шер розказує про Equal          | No song                              | США        |
| 1992      | Догляд за шкірою Aquasentials     | Лінія краси від Шер | 1 | Шер розказує про «Aquasentials» | Немає пісень                         | США        |
| 1995      | Warner Music Group                | It's a Man's World  | 1 | Шер співає                      | «One by One» «Walking In Memphis»    | США/Європа |
| 2013      | Warner Music Group                | Closer to the Truth | 2 | Шер співає                      | «Woman's World» «I Hope You Find It» | США/Європа |

## Інші роботи
- CherFitness: A New Attitude (1991) – фітнес-відео
- CherFitness: Body Confidence (1992) – фітнес-відео
- 9: The Last Resort (1996) – Пригодницька комп'ютерна гра

## Ролі в кіно, пов'язані з Шер
| Рік     | Назва                                      | Коментарі | Статус                         |
| ------- | ------------------------------------------ | --- | ------------------------------ |
| 1967    | Бонні і Клайд                              | Воррен Бітті знімав гангстерський фільм і хотів спробувати Шер на роль Бонні, але пізніше це рішення було скасовано. Також Бітті пропонував зіграти роль Наталі Вуд, своїй тодішній коханці. | Роль отримала Фей Данавей      |
| 1975    | Стан                                       | Коли Бетт Мідлер не затвердили на роль в комедії Ніколса-Бітті, Шер пробувала роль Фредріки, але Майк Ніколс відмовив їй. «У світі є два типи дівчат: тих, кого хочеться трахнути, і тих, яких — ні». Він відчував, що роль вимагала останнього, і для неї Шер не була «придатною». «Але я талановита», — кричала вона. «Якщо ти не бачиш цього зараз, одного разу ти пошкодуєш». Через дев'ять років Ніколс вибрав Шер на роль Доллі Пеллікер у «Сілквуді». | Роль отримала Стокард Ченнінґ  |
| 1976    | Кінг-Конг                                  | Шер пробувалась на роль, але їй відмовили. В одному з інтерв'ю вона сказала: «Я зробила пробу заради забави. Я тоді була вагітна, а так, напевно, взяла би участь, просто щоб попрацювати». | Роль отримала Джессіка Ленґ    |
| 1976    | Зірка народилася                           | Шер спочатку затвердили на роль, але потім продюсер Джон Пітерс замінив її на Барбру Стрейзанд. | Роль отримала Барбра Стрейзанд |
| 1979    | Риби, які врятували Піттсбург              | Спочатку Шер обрали на роль «Мони Мондьє», але в останній момент вона відмовилася, тому що не змогла вписати знімання у свій графік. | Роль отримала Стокард Ченнінґ  |
| 1983    | Похід у каплицю                            | Шер мала зіграти головну роль у фільмі «Paramount Pictures» влітку 1983 року, але, як повідомляється, через відмову великій кількості потенційних режисерів — її шляхи зі студією розійшлися. | Фільм не знімався              |
| 1983    | Дорожне шоу                                | Шер мала зіграти головну роль Джека Ніколсона у фільмі, поки актор не виступив проти її вибору. | Фільм не знімався              |
| 1984    | Грандв'ю, США                              | Шер запропонували роль «Мішель „Майк“ Коді», але вона відмовилася від неї на користь фільму «Маска». Відмову від ролі пояснювали тим, що продюсери не хотіли, щоб Ерік Штольц був її партнером у фільмі. Про роль вона сказала: «Я нічого не робитиму тільки за гроші, а лише тоді, якщо я зможу щось у це привнести». | Роль отримала Джеймі Лі Кертіс |
| 1984    | Злочини на ґрунті пристрасті               | Повідомляється, що Шер розглядалася на подвійну роль «Джоанни Крейн» й повії «Китайська блакить» у романтичному трилері Кена Рассела. | Роль отримала Кетлін Тернер    |
| 1986    | Фатальна красуня                           | Під час свого першого неоднозначного інтерв'ю з Девідом Леттерманом Шер підтвердила, що працює над двома фільмами, «Підозрюваний» та «Фатальна красуня», але відмовилася від останнього. | Роль отримала Вупі Голдберг    |
| 1987    | Чорна вдова                                | Повідомляється, що Шер розглядалася на головну роль, але пізніше їй відмовили. В одному з інтерв'ю вона сказала: «Для мене це життєвий досвід. Створення фільмів і зростання в житті дійсно взаємопов'язані». | Роль отримала Тереза Расселл   |
| 1987    | Бебі-бум                                   | Шер відмовилася від головної жіночої ролі у фільмі «Бебі-бум». Вона казала, що Даян Кітон набагато краще підходила для цієї ролі. | Роль отримала Даян Кітон       |
| 1988    | Встигнути до опівночі                      | Виконавчі продюсери запропонували змінити персонажа Мардукаса на жінку і хотіли, щоб Шер зіграла цю роль, сподіваючись, що вона додасть деякого «сексуального підтексту». Але Шер відповіла, що «мені треба знайти персонажа, щоб висловити себе — і це непросто». | Роль отримав Чарльз Гродін     |
| 1988    | Ділова дівчина                             | Шер розглядалася на роль "Тес Макгілл". Вона казала: «Я чудово граю, але я не вважаю себе акторкою. Я не заробляю цим на життя». | Роль отримала Мелані Гріффіт   |
| 1989    | Війна подружжя Роуз                        | Спочатку Шер запропонували роль, яка зрештою дісталася Кетлін Тернер. Шер не погодилася на роль з особистих причин: «Я знала, що це буде хіт. Відмінний сценарій, але… трохи підлий. Я прожила таке по-справжньому. Я не хотіла робити це й гроші». | Роль отримала Кетлін Тернер    |
| 1989    | Дияволиці                                  | Після отримання «Оскара» зробила перерву у три роки, обираючи свій наступний фільм, роль у «Дияволицях» була бажаною для неї. | Роль отримала Меріл Стріп      |
| 1990    | Відьми                                     | Шер розглядалася на роль «Великої верховної відьми» в екранізації роману Роальда Дала «Відьми», але роль у результаті дісталася Анжеліці Г'юстон. | Роль отримала Анжеліка Г'юстон |
| 1990    | Кидали                                     | На роль Ліллі спочатку розглядалася Шер, але вона стала надто дорогою акторкою після успіху фільму «Влада місяця» для британського режисера Стівена Фрірза та його продюсера Мартіна Скорсезе. | Роль отримала Анжеліка Г'юстон |
| 1991    | Тельма і Луїза                             | Шер пропонували роль «Тельми Івонн Дікінсон», але вона відмовилася. Вона заявила щодо сюжету: «Тоді він був набагато недоробленим, коли вона отримала його. Ймовірно, це був би добрий фільм. Іноді ти виграєш, а іноді програєш. Я рада, що Сьюзан це зробила». | Роль отримала Джина Девіс      |
| 1991    | Родина Адамсів                             | Шер розглядалася на роль «Мортісії Аддамс». | Роль отримала Анжеліка Г'юстон |
| 1992    | Бетмен повертається                        | Шер змагалася з багатьма іншими акторками за роль «Жінки-кішки». | Роль отримала Мішель Пфайффер  |
| 1992    | Втеча з Нормалу                            | Шер відмовилася від другого повнометражного фільму режисера Едварда Цвіка (сюжет якого деякою мірою нагадував «Тельму і Луїзу»), роль офіціантки, яку вона мала грати, була аналогічною її ролі у картині «Повертайся о п'ятій і десятій, Джиммі Діне, Джиммі Діне». Крім того, вона була зайнята рекламними роликами для косметичних засобів для догляду за шкірою «Aquasentials». | Роль отримала Крістін Лахті    |
| 1992    | Це моє життя                               | Телемережа «Fox» хотіла, щоб хтось із Шер, Бетт Мідлер або Мішель Пфайффер — зіграли домогосподарку-єврейку, що намагається стати стендап-коміком. | Роль отримала Джулія Кавнер    |
| 1993    | Назва невідома                             | У 1993 році Шер і Мішель Пфайффер розробляли фільм, чорну комедію про кінозірку та репортера таблоїдів, але фільм так і не з'явився. | Проєкт скасовано               |
| 1994    | Інтерв'ю з вампіром: Хроніка життя вампіра | Через голлівудську гомофобію того часу Енн Райс переписала роль Луї, змінивши його стать на жіночу, спеціально для того, щоб зробити стосунки Луї та Лестата гетеросексуальними. Тоді Райс вважала, що це єдиний спосіб зняти фільм, і Шер розглядалася на цю роль. | Роль отримав Бред Пітт         |
| 1995    | Мости округу Медісон                       | Шер розглядалася на роль «Франчески Джонсон». | Роль отримала Меріл Стріп      |
| 1996    | Евіта                                      | Шер пропонували зіграти «Еву Перон» у цьому кіномюзиклі. | Роль отримала Мадонна          |
| 1996    | Химерний Дікі                              | На початку 1996 року Баррі Купер разом із Монте Хеллманом уклали угоду з японською компанією «Shochiku». Частина угоди полягала в тому, що Квентін Тарантіно та Лоуренс Бендер будуть виконавчими продюсерами картин, які зніматиме Хеллман. Одним із фільмів був «Химерний Дікі», екранізація роману Елмора Леонарда 1988 року. До акторського складу фільму входили Вінс Вон (в ролі Кріса), Шер (в ролі Робін) та Мікі Рурк (у ролі Скіпа), але через конфлікти між компанією та командою продюсерів фільм так і не з'явився. | Проєкт скасований              |
| 2000    | Мама                                       | Телемережа ABC наприкінці 2000 року підтвердила, що Шер зіграє головну роль телеадаптації мюзиклу Мама. | Фільм не знімався              |
| 2001    | Сильна жінка                               | Коли у 1989 році Джеймс Брукс купив права на фільмування, Дебру Вінгер і Шер розглядали на головну роль. | Роль отримала Дрю Беррімор     |
| 2001    | Серцеїдки                                  | Шер та Дженніфер Еністон планували грати ролі «Макс» та «Пейдж» у фільмі під назвою «Руйнівники», режисером якого спочатку мав стати Даг Лайман. Однак через тривалу підготовку до знімання обом акторкам довелося відмовитися від участі у фільмі через розбіжності у розкладі. | Роль отримала Сігурні Вівер    |
| 2001    | Зачарований котедж                         | З 1992 року Шер мала плани зняти і зіграти головну роль у рімейку фільму Джона Кромвелла 1945 року, а 2001 року було оголошено, що вона сподівається зіграти з Бренданом Фрейзером, але стрічку так і не знімали. | Фільм не знімався              |
| 2003    | У рожевому                                 | У грудні 2003 року під час інтерв'ю Шер повідомила, що їй запропонували участь у фільмі «У рожевому». Шер мала зіграти головну роль з Брітні Спірс, Бетт Мідлер, коміком Вандою Сайкс, Тім Аллен виступав як режисер. Сценарій до фільму написав Саймон Бофой, який також створив сюжет до «Чоловічого стриптизу», знятого на «Revolution Studios». У комедії Аллен мав грати багатого керівника-плейбоя з Техасу, який втрачає роботу та змушений продавати косметику «Mary Kay», ходячи від дверей до дверей із групою жінок. Знімання фільму мали розпочатися на початку 2005 року, але у березні Мідлер заявив, що фільм так і не запустили у розробку. | Фільм не знімався              |
| 2008    | Темний лицар повертається                  | Крістіаном Бейлом у третьому фільмі про Бетмена британського режисера Крістофера Нолана. Керівник студії також сказав, що «Шер — перша кандидатура Нолана на роль Жінки-кішки. Він хоче, щоб вона зобразила її вампіркою у сутінкові роки» і «нова Жінка-кішка буде повною протилежністю роботам Мішель Пфайффер і Геллі Беррі». Ці чутки були спростовані 3 листопада 2008 року, коли Шер з'явилася на «Шоу Еллен Дедженерес». | Чутки спростовано              |
| 2008    | Мамма Міа!                                 | В інтерв'ю на червоній доріжці 2010 року на прем'єрі «Бурлеска» Шер запропонували роль у «Мамма Міа!» разом з її партнеркою по фільму «Сілквуд» Меріл Стріп, але будучи в дорозі, вона не могла взяти на себе зобов'язання. У підсумку, Шер знялася у його продовженні, «Мамма Міа! Це знов ми». | Не вдалося взяти участь        |
| 2008–11 | Випадання                                  | Під час появи у 2008 році на «Шоу Елен Дедженерес» Шер сказала Деженерес, що вона зніметься у фільмі з Джонні Ноксвіллом. Це не відбулося 2010 року, як очікувалося, але під час інтерв'ю на червоній доріжці під час прем'єри «Бурлеску» Шер зазначила, що вони з Ноксвіллом все ще прагне знятися у фільмі. | Статус невідомий               |